# 大分県立蒲江高等学校

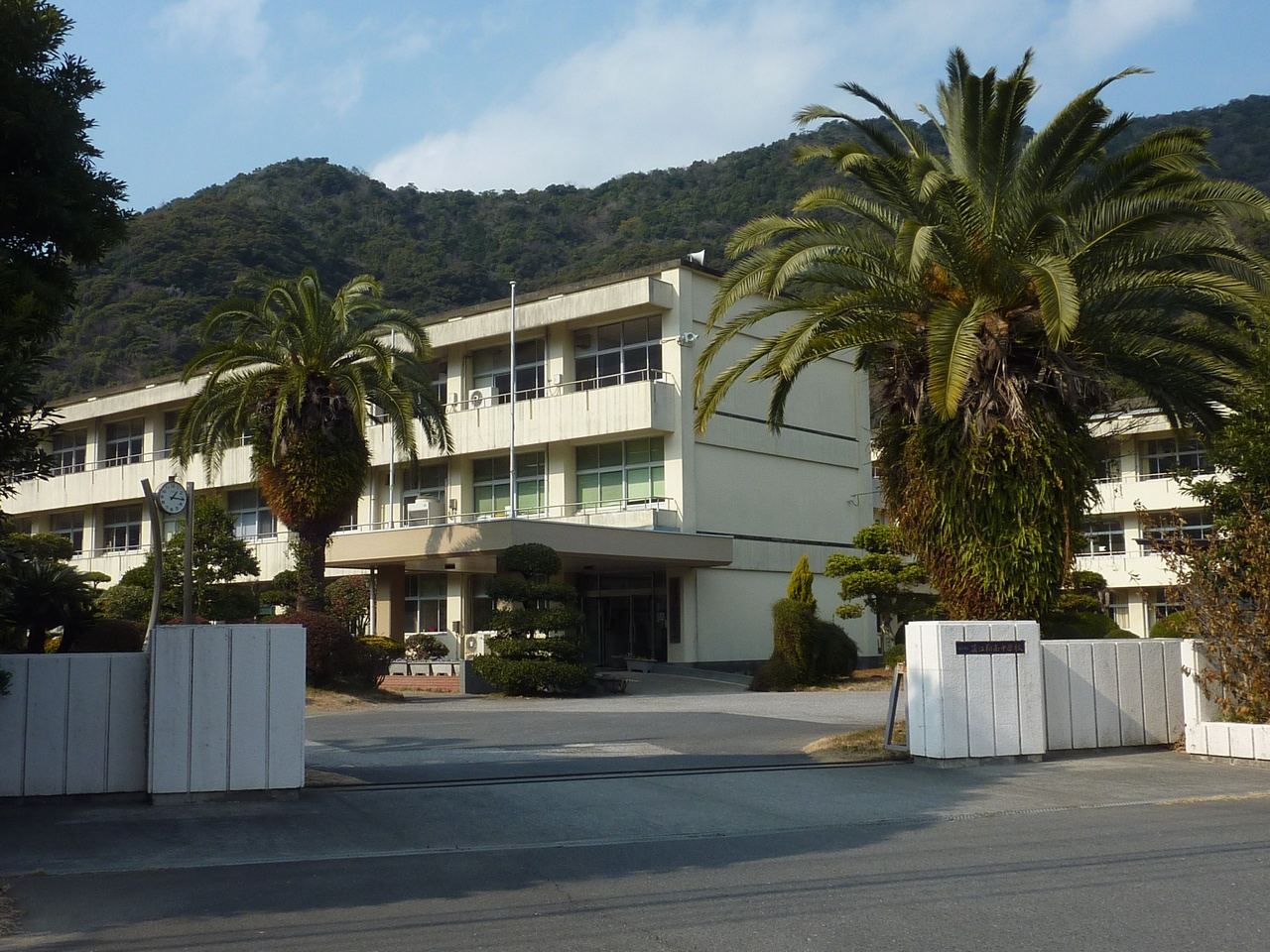
蒲江翔南中学校としての現状（2011年）

大分県立蒲江高等学校（おおいたけんりつ かまえこうとうがっこう）は、かつて大分県南海部郡蒲江町（現佐伯市）に所在した公立の高等学校。2002年（平成14年）3月31日に閉校した。跡地は同年4月1日に蒲江町内の5中学校を統合して新設された蒲江町立蒲江翔南中学校（現佐伯市立蒲江翔南中学校）として利用されている。
以下は特記しない限り、閉校時点での情報である。

## 設置学科
- 普通科
- 情報事務科

## 所在地
- 〒876-2401 大分県南海部郡蒲江町蒲江浦943-3

## 概要
大分県立蒲江高等学校は、大分県南部の豊後水道沿いに位置し、宮崎県と境を接する蒲江町に所在する唯一の高等学校であった。
生徒数の減少により、定員を充足することが困難になったため、2000年度（平成12年度）から生徒の募集を停止し、すべての在校生が卒業した2002年（平成14年）3月をもって閉校。証明書等の事務は佐伯豊南高校に承継された。

## 沿革
- 1948年（昭和23年）10月1日 - 大分県立佐伯第二高等学校蒲江分校として開校。
- 1951年（昭和26年）4月1日 - 大分県立豊南高等学校蒲江分校に改称
- 1965年（昭和40年）4月1日 - 独立し、大分県立蒲江高等学校となる（普通科2学級、家政科1学級）
- 1974年（昭和49年）4月1日 - 家政科募集停止（普通科3学級）
- 1978年（昭和53年）4月1日 - 現校舎に移転
- 1992年（平成4年）4月1日 - 情報事務科新設（普通科1学級、情報事務科1学級）
- 1999年（平成11年）8月30日 - 2000年度（平成12年度）生徒募集停止決定
- 2002年（平成14年）3月31日 - 閉校。